# Cratere Schaeberle (Luna)
Schaeberle è un cratere lunare di 56,74 km situato nella parte sud-occidentale della faccia nascosta della Luna.
Il cratere è dedicato all'astronomo statunitense John Martin Schaeberle.